# Castelo (Moimenta da Beira)
Castelo es una freguesia portuguesa ubicada en el municipio de Moimenta da Beira. Según el censo de 2021, tiene una población de 196 habitantes.